# Hohlenfelsbachtal
Koordinaten: 50° 17′ 10″ N, 8° 1′ 44″ O
Das Naturschutzgebiet Hohlenfelsbachtal liegt auf dem Gebiet des Rhein-Lahn-Kreises in Rheinland-Pfalz. Das 110,89 ha große Gebiet, das mit Verordnung vom 18. Januar 2002 unter Naturschutz gestellt wurde, erstreckt sich zwischen der Ortsgemeinde Allendorf im Südwesten und der Ortsgemeinde Hahnstätten im Nordosten. Streckenweise bildet die B 274 die südöstliche Grenze des Gebietes. Das Gebiet umfasst das Hohlenfelsbachtal bei Burg Hohlenfels sowie angrenzende Orchideenwaldbereiche auf Kalkböden. Dazu gehören auch Feuchtwiesen, Hochstaudenfluren und Gewässer.